# Lernaea variabilis
Lernaea variabilis is een eenoogkreeftjessoort uit de familie van de Lernaeidae. De wetenschappelijke naam van de soort is voor het eerst geldig gepubliceerd in 1916 door Wilson C.B..